# Angela Burdett-Coutts
Angela Georgina Burdett-Coutts, primera baronesa Burdett-Coutts (21 de abril de 1814 - 30 de diciembre de 1906), fue una filántropa del siglo xix, hija de Sir Francis Burdett, Quinto Baronet y Sofía, antes Coutts, hija del banquero Thomas Coutts. En 1837 se convirtió en una de las mujeres más ricas de Inglaterra cuando heredó la fortuna de su abuelo de alrededor de £1,8 millones (equivalente a £160,000,000 en 2018) tras la muerte de su abuelastra, Harriot Mellon, duquesa de St. Albans. Adoptó los apellidos de su padre y abuelo, por licencia real, para convertirse en Burdett-Coutts. Eduardo VII la describió como "después de mi madre, la mujer más notable del reino".

## Vida
Burdett-Coutts era popularmente conocida como "la heredera más rica de Inglaterra". Fue una gran coleccionista de pinturas, incluyendo muchas de los antiguos maestros. Entre las pinturas contemporáneas que compró estaba el Cristo caminando sobre el mar de Robert Scott Lauder. El reverendo Richard Harris Barham, en una balada (parte de las Leyendas de Ingoldsby) que escribió bajo el seudónimo de "Thomas Ingoldsby" para la coronación de la reina Victoria, se refirió a ella como "la señorita Anjaley Coutts". Se convirtió en objeto de curiosidad pública, y recibió numerosas ofertas de matrimonio. Heredó la casa de campo en Holly Lodge Estate en Highgate, que en ese momento estaba a las afueras de Londres, donde era famosa por celebrar recepciones.
Burdett-Coutts pasaba parte de cada año en Ehrenberg Hall en Torquay con su antigua institutriz y más tarde dama de compañía Hannah Brown, de la que era devota. Cuando Brown murió en 1878, Burdett-Coutts le escribió a una amiga que estaba completamente destruida por la pérdida de "mi pobre querida, compañera y sol de mi vida durante 52 años". Era amiga tanto de Charles Dickens como del duque de Wellington, al que le propuso matrimonio a pesar de la gran diferencia de edad.
Tres años más tarde, cuando tenía 67 años, conmocionó a la alta sociedad al casarse con su secretario de 29 años, William Lehman Ashmead Bartlett, nacido en Estados Unidos, quien se convirtió en diputado por Westminster el 12 de febrero de 1881. Su nuevo esposo cambió su apellido a Burdett-Coutts. Debido al nacimiento en Estados Unidos de su esposo, se invocó una cláusula en la voluntad de su abuelastra que prohibía a su heredero casarse con un extranjero y Burdett-Coutts perdió tres quintas partes de la herencia, que pasaron a manos de su hermana.

## Filantropía

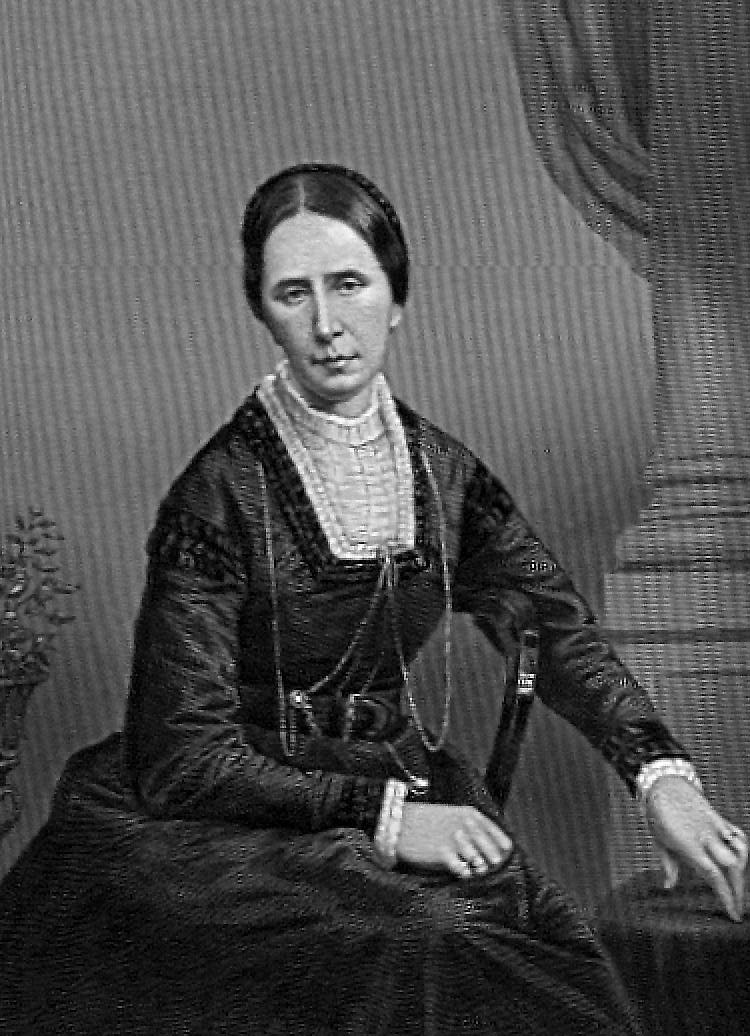
Angela Burdett-Coutts, en la madurez.

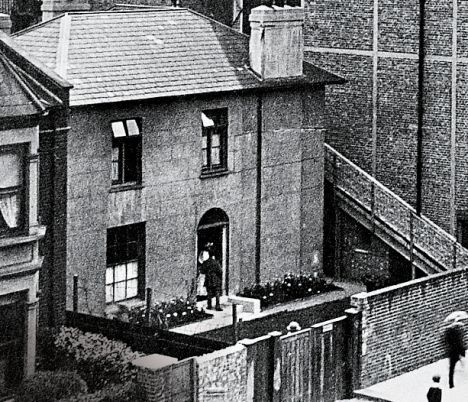
Urania Cottage, Shepherd's Bush; un asilo y reformatorio para mujeres pobres sin hogar en Londres.

Burdett-Coutts invirtió la mayor parte de su riqueza en becas, donaciones y una amplia gama de causas filantrópicas. Uno de sus primeros actos filantrópicos fue cofundar con Charles Dickens un hogar para mujeres jóvenes que "habían caído en una vida de inmoralidad", o sea actos delictivos como el robo y la prostitución. La casa era conocida como Urania Cottage.
Angela evitó tomar partido en la política partidista, pero estaba activamente interesada en mejorar las condiciones de vida de los indígenas africanos, o la educación y el alivio de las personas pobres de cualquier parte del mundo. Aunque no hizo ninguna distinción especial de credo en sus obras de caridad, Burdett-Coutts fue una notable benefactora de la Iglesia de Inglaterra al construir dos iglesias, incluyendo San Esteban en Rochester Row, Westminster, y dotando escuelas eclesiásticas. Como albacea del testamento del reverendo Chauncy Hare Townshend (autor de varios volúmenes de poesía), ella, junto con el reverendo Thomas Helmore (también poeta), usó dinero de las propiedades de Townshend para construir una escuela primaria en Westminster, conocida como Escuela primaria de la Iglesia de Inglaterra, Fundación Burdett-Coutts & Townshend.
Fundó los obispados de Ciudad del Cabo y Adelaida (1847) y el obispado de Columbia Británica (1857). La baronesa Burdett-Coutts construyó la Fuente Greyfriars Bobby en Edimburgo, con una estatua de bronce de Greyfriars Bobby. En 1884, fue cofundadora de la Sociedad de Londres para la Prevención de la Crueldad contra los Animales, que se convirtió en la Sociedad Nacional para la Prevención de la Crueldad contra los Animales (NSPCC) en 1889. También fundó el Instituto Técnico de Westminster en 1893, y estuvo estrechamente involucrada con la Sociedad Real para la Prevención de la Crueldad a los Animales (RSPCA).
Burdett-Coutts fundó Columbia Market en 1869, en Bethnal Green, en el East End de Londres, distrito donde desarrolló gran parte de su obra benéfica. Con su proyecto en Columbia Square, se convirtió en pionera en viviendas sociales. A través de su apoyo a los esfuerzos misioneros y de enfermería, estuvo asociada con Louisa Twining y Florence Nightingale. Su pequeño complejo de viviendas, Holly Village, en la esquina de lo que entonces era su propiedad, ahora está en manos privadas y aún puede verse en Highgate. También fue presidenta de la British Goat Society.

## Otros roles y proyectos seleccionados
- Presidenta de la Asociación de Apicultores británicos 1878–1906.
- Presidenta del Comité de Damas del RSPCA (Escocia/Inglaterra).
- Campanas de la catedral de San Pablo de Londres[1][2]
- Desmotadoras de algodón para Nigeria.
- Construcción del mercado minorista y mayorista Angela Burdett-Coutts de productos agrícolas, el cual abrió en 1869.[3]
- La fuente Baronesa Burdett Coutts en Victoria Park.[4]
- Fuentes-bebederos para perros.
- Ayuda a los campesinos turcos y los refugiados de la guerra ruso-turca de 1877-1878, recibiendo la Orden de Medjidiyeh.[1]
- Planes de vivienda para la clase trabajadora según el modelo de las empresas de viviendas contemporáneas.
- El Sindicato de escuelas de Londres.
- Una escuela de costura para mujeres en Spitalfields, cuando el comercio de seda declinó.[1]
- Organizaciones de apoyo para los pueblos aborígenes de Australia y para los dayaks de Borneo.
- Promoción de la industria pesquera en Irlanda, ayudando a fundar escuelas y proporcionar barcos; también adelantó £250,000 en 1880 para suministrar patatas de siembra a los arrendatarios empobrecidos.[1]
- Colocación de cientos de niños indigentes en barcos de entrenamiento para la marina y el servicio mercante.[1]
- Financiamiento de la primera encuesta de artillería de Jerusalén en 1864, para mejorar su saneamiento.
- Patrocinadora del Instituto Horológico Británico.
- Patrocinadora de la Cotton Supply Association y contribuyó con £ 500 en 1870 a la organización.
- Compró más de 100 manuscritos griegos (532-546) a Janina (Epiro) en 1864, los transportó a Inglaterra entre 1870 y 1872, y los presentó en la escuela de Sir Roger Cholmeley. Fueron alojados en Highgate, en Londres.
- El Reloj de Sol conmemorativo Burdett-Coutts, encargado para la antigua iglesia de San Pancras, enumera los nombres de muchas personas cuyos cuerpos habían sido desenterrados del cementerio para hacer espacio para el ferrocarril de Midland.[5]

## Honores
En 1871, en reconocimiento a su trabajo filantrópico, la reina Victoria le confirió un título de noblea Suo iure como baronesa Burdett-Coutts de Highgate y Brookfield en el condado de Middlesex.
El 18 de julio de 1872 se convirtió en la primera mujer en recibir la condecoración de Libertad de la Ciudad de Londres en el Guildhall. En 1874 se convirtió en la primera mujer Freeman de Edimburgo, y también recibió la condecoración Libertad de esa ciudad.

## Muerte
Lady Burdett-Coutts murió de bronquitis aguda en su casa en Stratton Street, Piccadilly. Al momento de su muerte, había entregado más de £3 millones a buenas causas. Casi 30 mil personas pasaron frente a su ataúd antes de ser enterrada el 5 de enero de 1907 cerca de West Door, en el corazón de la Abadía de Westminster. No dejó descendencia y la baronía se extinguió con su muerte.
Un retrato de ella está incluido en el mural de mujeres heroicas de Walter P. Starmer, presentado en 1921 en la iglesia de St. Jude-on-the-Hill en Hampstead Garden Suburb, Londres.

## Legado
Charles Dickens le dedicó su novela Martin Chuzzlewit. El libro Flashman's Lady de George MacDonald Fraser hace referencia a su amor (ficticio) por James Brooke (El Rajá Blanco), y su rechazo debido a su aflicción física. Angela Burdett-Coutts también aparece en la novela Dodger de Terry Pratchett; en un epílogo, afirma que parte de su razón para escribir el libro era llamar la atención de los lectores modernos sobre Burdett-Coutts.